# Quatuor tchèque
Le Quatuor tchèque (České kvarteto en tchèque), également connu sous le nom de Quatuor bohémien, est un quatuor à cordes tchèque fondé en 1891 et dissous en 1933.

## Historique
Le Quatuor est fondé en 1891 par quatre élèves d'Antonín Bennewitz et Hanuš Wihan au Conservatoire de Prague et se forge rapidement une réputation internationale grâce à ses interprétations de musique tchèque, notamment du Second Quatuor de Smetana, qu'il contribue à populariser,,. Il est considéré comme le « premier grand quatuor moderne ».
L'ensemble donne son premier concert en 1892, se produit à Vienne avec succès en 1893, effectue plusieurs tournées, se produit en France en 1896 et donne son millième concert en 1902,,.
En 1918, à la création de la Tchécoslovaquie, le quatuor, alors connu comme « Quatuor bohémien » (ou de Bohême) adopte le nom de « Quatuor tchèque ».
À partir de 1922, les membres du quatuor sont professeurs au Conservatoire de Prague.
La formation se sépare à l'issue d'un concert donné pour le 60e anniversaire de Josef Suk le 4 décembre 1933 et la mort de Jiří Herold.

## Membres

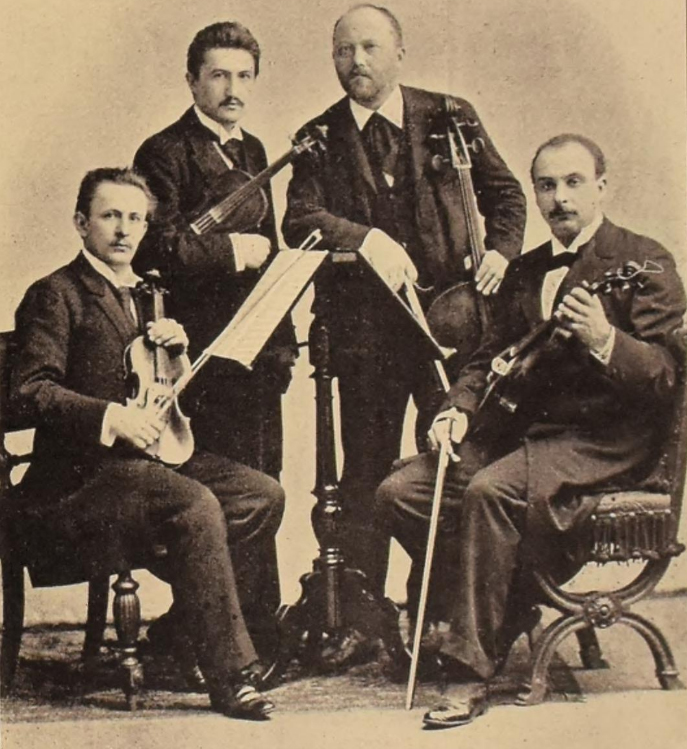
Les membres du Quatuor Bohémien dans les années 1890 : Karel Hoffmann, Josef Suk, Hanuš Wihan, Oskar Nedbal.

Les membres de l'ensemble étaient, :
- premier violon : Karel Hoffmann ;
- second violon : Josef Suk ;
- alto : 
  - Oskar Nedbal (1892-1906),
  - Jiří Herold (cs) (1906-1933) ;
- violoncelle :
  - Otto Berger (1892-1894),
  - Hanuš Wihan (1894-1914),
  - Ladislav Zelenka (1914-1933).

## Créations
Le Quatuor tchèque est le créateur de plusieurs œuvres, d'Antonín Dvořák (Quatuors nos 13 et 14, 1896), Leoš Janáček (Quatuor no 1, dédicataire, 1924), Vítězslav Novák (Quatuor no 1, 1900), Josef Suk (Quatuor no 1, op. 11, dédicataire, 1896 ; Quatuor no 2, op. 31, dédicataire, 1912 ; Méditation sur le choral de saint Venceslas, 1914) et Sergueï Taneïev (Quatuor no 4, dédicataire, 1900 ; Quatuor pour piano et cordes, op. 20, 1906), notamment.
Les membres du quatuor sont également proches du compositeur Max Reger. Ils se produisent avec lui, donne la première de son Quatuor en mi bémol et sont dédicataires de son Quatuor à cordes no 5,.

## Discographie
Le legs discographique du Quatuor tchèque comprend quelques gravures réalisées pour Polydor de 1928 à 1933, dont les deux quatuors de Smetana, l’Opus 11 de Suk, le Quatuor « américain » et la Dumka de l’Opus 51 de Dvořák.
- Smetana, Quatuor à cordes no 1 (78 tours, Polydor 95076-95079) (OCLC 803693481)
- Smetana, Quatuor à cordes no 2 (78 tours Pathé X 86005-86008)
- Dvořák, Quatuors à cordes no 6, op. 96 (78 tours Polydor, 95084-95086)
- Dvořák, Quatuor à cordes no 3, op. 51 : mouvement Dumka (Elegie) (78 tours Polydor 95087)
- Suk, Quatuor à cordes no 1, op. 11 (Polydor 78rpm, 95080-95083).

Tous ces enregistrements figurent sur deux disques publiés par Biddulph en 1994 (OCLC 64687201), partiellement chez Parnassus en 2008 (OCLC 1035307463), après diverses rééditions chez Supraphon.